# Уиндер, Чарльз
Чарльз Блиш Уиндер (англ. Charles Blish Winder; 23 июня 1874, Огайо — 25 марта 1921, Уэйн, округ Шампейн, Огайо) — американский стрелок, чемпион летних Олимпийских игр, майор.
Уиндер принял участие в летних Олимпийских играх в Лондоне в двух дисциплинах. Он стал чемпионом в стрельбе из армейской винтовки среди команд и разделил 16-е место в стрельбе из винтовки на 1000 ярдов.